# Overstroming
Een overstroming is een gebeurtenis waarbij een aanzienlijke hoeveelheid water uit een meer, rivier of zee plaatsen bereikt die normaal gesproken niet onder water staan. Indien dit ernstige vormen aanneemt, spreekt men door de verwoestende uitwerking ook wel van watersnood of ramp. Land dat door een overstroming definitief verloren gaat, noemt men wel verdronken land. Overstromingen kunnen voor de natuur en de landbouw ook positieve effecten hebben.

## Oorzaken
In Nederland en omliggende landen worden overstromingen vooral veroorzaakt door de Noordzee, die door storm wordt opgestuwd, waardoor dijken kunnen doorbreken. Combinatie met een springtij en/of hoge waterstanden in de benedenloop van de grote rivieren kan dit effect nog versterken. Bij de laatste grote stormvloed, de Watersnood van 1953, had de combinatie van een langdurige zware noordwesterstorm en een springvloed rampzalige gevolgen. Het overstromingsrisico kan worden vastgesteld met behulp van modellen.
Extreme regenval in de bovenstroomse gebieden of veel smeltwater uit de Alpen kan leiden tot wateroverlast. Omdat in laaglanden dikwijls een rivierlandschap wordt gevormd waarbij de rivieren van nature overstromen, beschermden mensen zich van oudsher met dijken. Maar ook langs de rivieren zijn regelmatig dijken doorgebroken. Naast hoogwater kunnen ook andere oorzaken tot overstromingen leiden, zoals dijkverzakkingen door langdurige droogte. In tegenstelling tot een overstroming door zeewater loopt het rivierwater in hoger gelegen gebieden na verloop van tijd vanzelf weer weg, maar kan ondertussen voor veel schade en overlast zorgen. In lagergelegen gebieden moet water uit laaggelegen polders worden weggepompt.
In stedelijke gebieden kunnen overstroming worden veroorzaakt of verergerd door de grote hoeveelheid verharding. Verharding zorgt er namelijk voor dat dat het regenwater niet kan infiltreren, met als gevolg een hoge afstroming via het oppervlak, die op zijn beurt mogelijk groter is dan de lokale afvoercapaciteit.
Ook door hevige regenval in bergachtige gebieden kunnen ernstige overstromingen optreden in lager gelegen dalen. Onder sommige omstandigheden kan ook het snel smelten van sneeuw op bergen leiden tot overstromingen.
In tropische landen kunnen overstromingen ontstaan door enorme regenval tijdens de moesson. In bijvoorbeeld Bangladesh zijn hierdoor verschillende rampen geweest (onder andere in 1989 en in 2004). Zeebevingen kunnen leiden tot tsunami's, vloedgolven die grote schade aanrichten zodra zij een kust raken. En in 2006 kreeg Oost-Java te maken met een modderstroom van extreme omvang. Hierbij begon de modder uit de grond te stromen na een boring.
Ook kan een gebied door menselijk ingrijpen opzettelijk onder water worden gezet, dit heet inundatie. Er kunnen hier verschillende redenen voor zijn.

## Ecologie en economie
Niet elke overstroming is een kwalijke zaak. Het waterniveau in natte natuurgebieden is zelden constant, maar vertoont zowel seizoenschommelingen als onregelmatige veranderingen, bijvoorbeeld door het afsmelten van wintersneeuw in de bergen of door regenval. Er bestaan ook langere cycli die tientallen jaren duren. In feite zijn regelmatig terugkerende overstromingen van rivieroevers en kustgebieden de natuurlijke toestand, die door menselijke activiteit (dijken en vooral stuwdammen) wordt onderbroken. In de Verenigde Staten zijn er rond 2020 naar schatting 75000 grote dammen (meer dan 8 m) en 2,5 miljoen kleinere.
Veel planten in natte gebieden hebben een lage waterstand nodig om zich met zaden voort te planten. Veel bomen hangen van vissen af voor de verspreiding van hun vruchten. Sommige soorten amfibieën planten zich alleen voort in tijdelijke plassen, en sommige waadvogels profiteren van de concentratie aan vis in een uitdrogende poel. Een afwisseling van droge periodes en overstromingen is in dergelijke gebieden essentieel voor de biodiversiteit.
Ook menselijke activiteit kan zich aanpassen aan, of zelfs voordeel halen uit overstromingen. Een bekend voorbeeld is de Oud-Egyptische beschaving die ontstond uit de landbouw in het periodieke overstromingsgebied van de Nijlvallei.

## Nederland

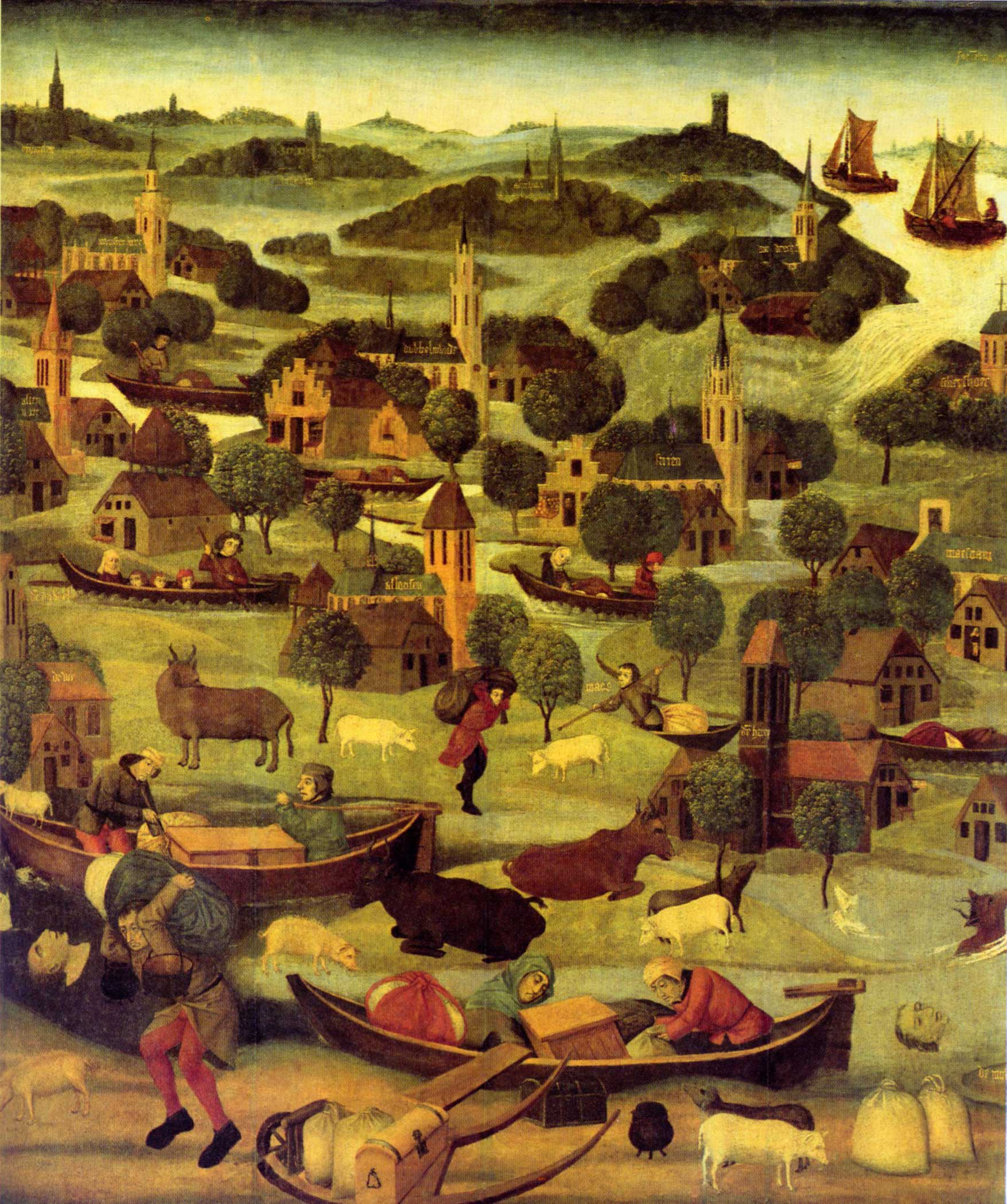
De Sint-Elisabethsvloed, 18-19 november 1421.

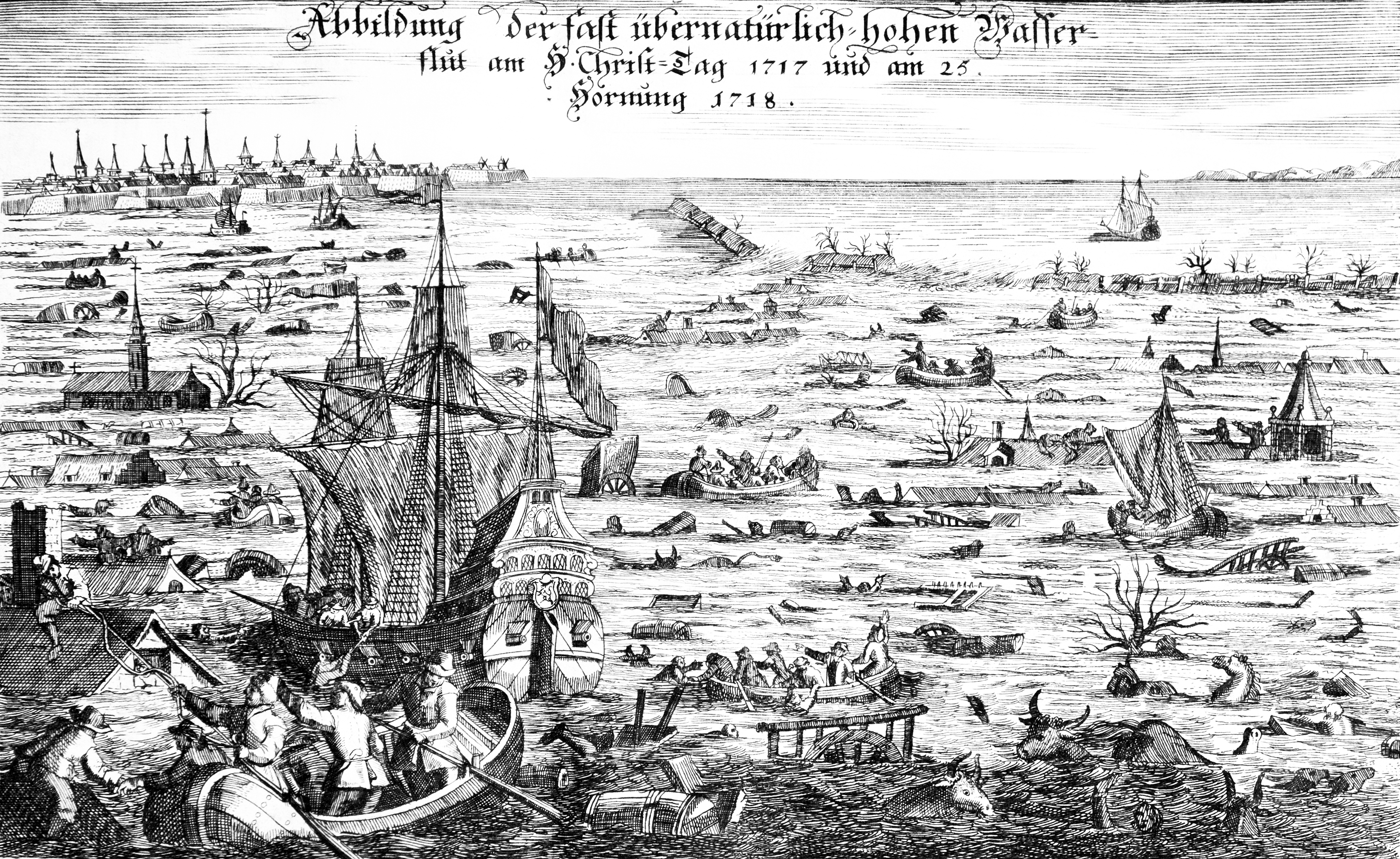
De Kerstvloed van 1717.

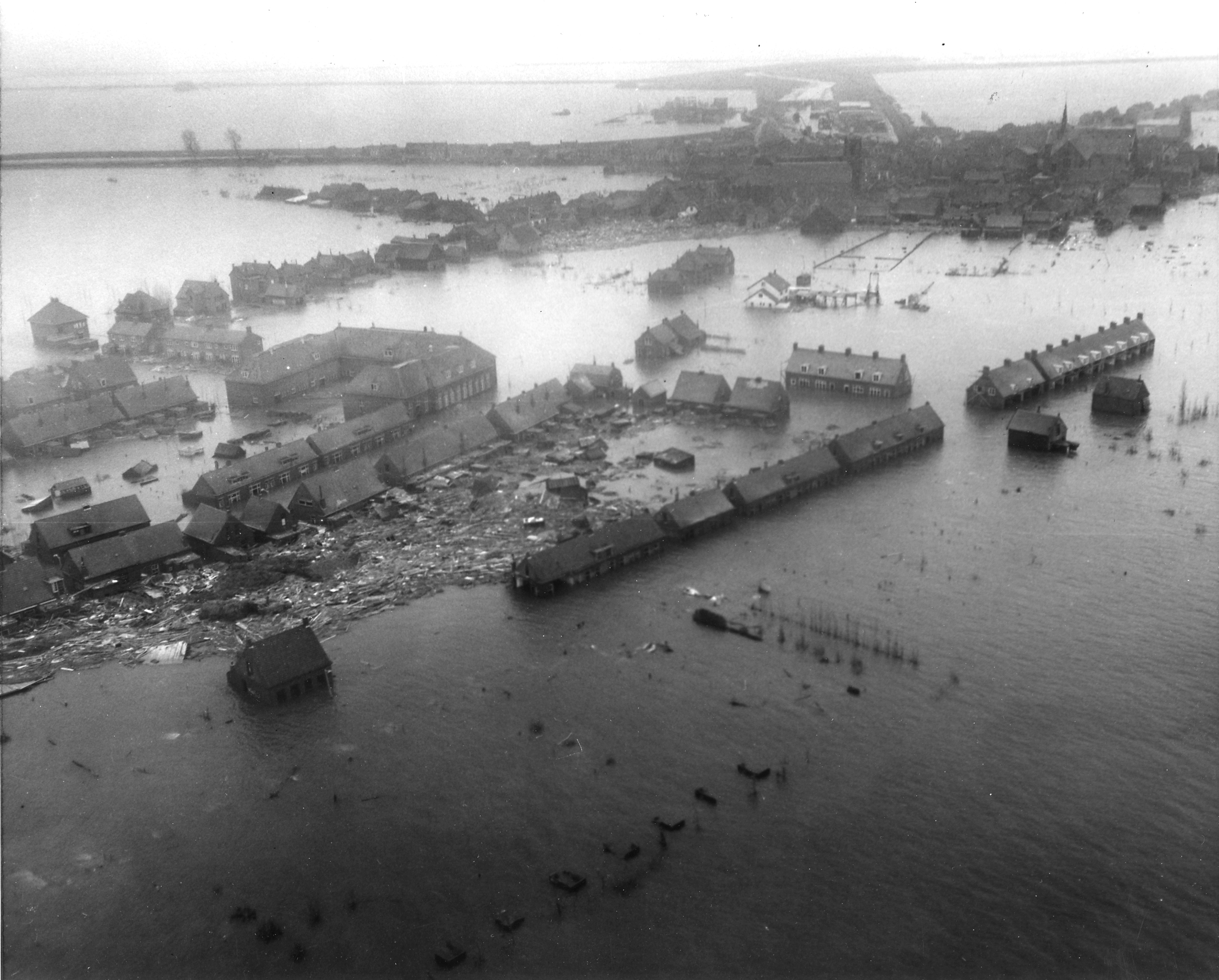
Luchtfoto van Oude-Tonge op Goeree-Overflakkee na de watersnood van 1953. Zeedijken braken toen door rond de Noordzee, waardoor er alleen al in Nederland 1836 slachtoffers vielen.

Een overstroming kan het gevolg zijn van een hoge waterstand op zee (stormvloed) of door extreem hoog water. Door Elisabeth Gottschalk is een gedetailleerd overzicht gemaakt van de Nederlandse overstromingen van voor 1700.

### Vanuit zee
In Nederland hebben sinds de Middeleeuwen vele watersnoden vanuit zee plaatsgevonden. Velen kregen de naam van de heilige wiens dag het die dag was. Vandaar dat ook meerdere vloeden dezelfde naam hebben meegekregen. Een selectie van de jaren waarin stormvloeden hebben plaatsgevonden: 838 · 1014 · 1042 · 1134 · 1163 · 1164 · 1170 · 1196 · 1212 · 1214 · 1219 · 1220 · 1221 · 1248/1249 · 1277 · 1280 · 1282 · 1287 · 1288 (I) · 1288 (II) · 1322 · 1334 · 1362 · 1374 · 1375 · 1377 · 1404 · 1421 · 1424 · 1468 · 1477 · 1509 · 1514 · 1530 · 1532 · 1552 · 1566 · 1570 · 1610 · 1651 · 1675 · 1682 · 1686 · 1703 · 1717 · 1825 · 1877 · 1906 · 1916 · 1953 · 2006.

### Vanuit de grote rivieren en/of door regen

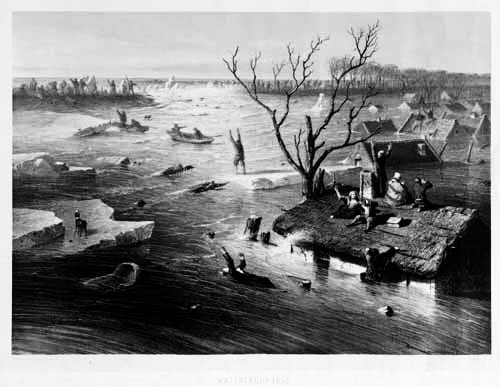
Overstroming van 1855 in Gelderland

Langs de grote rivieren braken ook vele malen dijken door. Tussen 1750 en 1800 alleen al 152 keer. Na de oprichting van het 'Bureau voor den waterstaat' (het huidige Rijkswaterstaat) in 1798 nam die frequentie snel af. Sinds het einde van de achttiende eeuw hadden de grote rivieren acht keer te maken met hoge waterstanden. Zes keer leidde dat tot grote dijkdoorbraken en overstromingen. Dijkdoorbraken in het rivierengebied na 1780:
|  |  | - 1781 Wamel en Dreumel - 1784 Ooijpolder - 1799 Waal (rivier) - 1805 Weurt - 1809 Watersnood van 1809 | - 1820 Watersnood van 1820 - 1855 Overstroming Gelderse Vallei - 1861 1861 (I) · 1861 (II) · - 1926 Land van Maas en Waal en de Liemers - 2021 Overstromingen in Europa in juli 2021 |

In 1993 zorgde hoogwater in Nederland op verschillende plaatsen langs de grote rivieren - hoewel er geen dijken doorbraken - voor veel overlast. In 1995 volgde weer een hoogwatergolf. Dit was de hoogste sinds 1926. Omdat getwijfeld werd aan de stabiliteit van de dijken, werden in januari 1995 in één week tijd circa 250.000 mensen geëvacueerd, en ook de complete veestapels van de boeren in het gebied. Toen na enige dagen het water daalde en er geen dijken bezweken waren kon men weer terugkeren. Voor meer informatie zie het artikel Evacuatie van het Rivierenland.
Naast brandweer en leger werden in 1993 (17) en 1995 (60) gespecialiseerde eenheden met reddingsvlet en getrainde bemanning van Reddingsbrigade Nederland (KNBRD) opgeroepen en ingezet voor evacuatie en hulpverlening in de overstroomde gebieden.
Hevige regenval heeft onder meer in 1998 voor wateroverlast gezorgd.
In juli 2021 zorgde hevige regenval in het Nederlands-Duits-Belgische grensgebied voor overstromingen van (onder andere) de Geul, de Gulp en de Roer. Het KNMI gaf voor het eerst een weeralarm code rood af voor regenval (meer dan 75mm in 24 uur). Lokaal viel er in Limburg meer dan 150 mm en stroomopwaarts langs de Maas in België meer dan 200 mm. Ook in Luxemburg, Noordrijn-Westfalen en Rijnland-Palts viel zeer veel regen en waren er overstromingen. De Maas bereikte een recordafvoer, vergelijkbaar met het hoogwater van 1993. Het centrum van Valkenburg liep geheel onder water. Bewoners moesten met landbouw- en legervoertuigen geëvacueerd worden. In Roermond moesten honderden mensen hun huis uit vanwege de dreigende overstroming van de Hambeek, een zijriviertje van de Roer. De veiligheidsregio Zuid Limburg riep de Gecoördineerde Regionale Incidentbestrijdingsprocedure (GRIP) 4 af, de hoogste regionale rampenstatus. Defensie kwam te hulp met 4-tonners voor de evacuaties, en ook eenheden van de Nationale Reddings Vloot (NRV) van de reddingsbrigade kwamen vanuit het hele land in actie. De overstromingen zorgden ook in Duitsland en België voor grote verwoestingen in dorpen langs de rivieren, waarbij enkele honderden mensen om het leven kwamen of vermist raakten.

### Kadebreuken
Kadebreuken zijn in Nederland veelal doorbraken van veendijken. 
- Kadebreuk Tuindorp Oostzaan 1960
- Kadebreuk Wilnis 2003

### Nederlandse commissies
De Nederlandse regering heeft diverse malen onafhankelijke commissies ingesteld om zich te buigen over de bescherming van Nederland tegen overstromingen. 
- Na de stormvloed van 1916 werd een commissie onder voorzitterschap van prof. Van de Sande Bakhuyzen ingesteld om de problemen van het hoogwater in het benedenrivierengebied (met name rod Rotterdam en Dordrecht) te onderzoeken.[6] Na deze stormvloed werd ook besloten om de Zuiderzee af te sluiten, maar hiervoor werd geen aparte commissie opgericht, omdat het voorwerk hiervoor al door de Zuiderzeevereniging gedaan was.
- Op 18 februari 1953 werd de Deltacommissie ingesteld door toenmalig minister van Verkeer en Waterstaat Jacob Algera. Deze commissie van deskundigen, met als voorzitter de directeur-generaal van Rijkswaterstaat A.G. Maris, moest adviseren welke maatregelen noodzakelijk waren om een volgende watersnood te voorkomen. Het eindrapport werd eind 1960 gepubliceerd.
- In de jaren zeventig was er de Commissie Rivierdijken onder voorzitterschap van Cees Becht. In de jaren negentig waren er de Commissies Boertien I en Boertien II en vlak voor de eeuwwisseling de Commissie Waterbeheer 21ste Eeuw onder voorzitterschap van Frans Tielrooij. Deze kwam in 2000 met haar advies, wat grotendeels overgenomen is in het kabinetsstandpunt Anders omgaan met water. Afspraken over de uitvoering zijn in 2003 vastgelegd in het Nationaal Bestuursakkoord Water. In 2004] werd water bovendien opgenomen als ordenend principe in de Nota Ruimte.
- In september 2007 werd de Deltacommissie nieuwe stijl ingesteld door staatssecretaris Tineke Huizinga van Verkeer en Waterstaat. Deze commissie heeft in september 2008 advies uitgebracht over hoe Nederland, met name kust en achterland, tot het jaar 2200 beschermd moet worden tegen de gevolgen van klimaatverandering. Voorzitter was Cees Veerman.

### Expertise Netwerk Waterkeren (ENW)
In 1965 is opgericht de Technische Adviescommissie voor de Waterkeringen naar aanleiding van de problemen na de kadebreuk bij Oostzaan. Deze commissie is in 2005 opgevolgd door het Expertise Netwerk Waterkeren. Dit is in Nederland het platform van deskundigen op het gebied van beveiliging tegen overstromingen. Het ENW richt haar speciale aandacht op de benodigde kennisontwikkeling om Nederland in dit opzicht op langere termijn veilig en bewoonbaar te houden.

### Experimenteren met dijken
Om dijkdoorbraken beter te begrijpen zijn met opzet dijken doorgebroken. Dit gebeurde onder andere in 2007-2010 op de IJkdijk, een laboratorium waarin dijken werden gebouwd die men door overbelasting liet bezwijken. Sensorsystemen legden het hele proces vast. Het onderzoek naar de sensorsystemen zelf vormt de basis voor de ontwikkeling van een waarschuwingssysteem voor dijkfalen. In de periode 2018 tot 2022 liep een proevenserie naar dijkdoorbraak in de Hertogin Hedwigepolder.
In 1994 is een doorbraakproef uitgevoerd op een zanddijk in het Zwin, op de grens van Nederland en België.

### Schade
Terwijl veel bedrijven en burgers denken dat ze verzekerd zijn tegen overstroming, bieden individuele verzekeraars hier anno 2021 geen volledige verzekering tegen. Wel bestaat er een vangnetregeling van de overheid, de Wet tegemoetkoming schade bij rampen (Wts). Op grond van de Wts wordt echter nooit een volledige schadevergoeding toegekend.

## België
Een aantal reeds bij Nederland genoemde overstromingen had ook effect in de Zuidelijke Nederlanden. Dit was vooral het geval wanneer de watersnood vertrekt vanuit de Noordzee, zoals onder meer het geval was voor de:
- Stormvloed van 1014
- Stormvloed van 1042
- Stormvloed van 1134
- Stormvloed van 1322
- Sint-Clemensvloed (1334)
- Stormvloed van 1377
- Sint-Elisabethsvloed (1404)
- Sint-Elisabethsvloed (1421)
- Cosmas- en Damianusvloed (1477)
- Sint-Felixvloed (1530)
- Allerheiligenvloed (1570)
- Stormvloed van 1682
- Stormvloed van 1703.

Daarnaast kunnen ook vermeld worden:
- 1808 - Een springvloed op 14 januari vanuit de Westerschelde veroorzaakt in Vlaanderen grote overstromingen en tientallen slachtoffers.
- Stormvloed van 1906
- 1925-1926 - Rond de jaarwisseling overstromen grote gedeelten van de Maasvallei, veroorzaakt door het smelten van overvloedige sneeuw en hevige regen.
- 1952 - 6 arbeiders verliezen het leven in Jalhay in de Hoge Venen wanneer ze worden meegesleurd bij een plotse overstroming van de Soor.
- Watersnood van 1953 - De noordwesterstorm van 31 januari op 1 februari veroorzaakt ook aan de Vlaamse kust en in het Waasland dijkbreuken, overstromingen en dodelijke slachtoffers.
- 1956 - In de streek van Verviers vallen verschillende doden bij overstromingen ten gevolge van hevig onweer.
- 1976 - Hevige storm gecombineerd met hoogtij veroorzaakt dijkbreuken in Ruisbroek met veel overstromingen in de provincie Antwerpen tot gevolg. Na deze overstromingsramp werd in Vlaanderen het Sigmaplan opgesteld, dat het Zeescheldebekken moet beveiligen tegen stormvloeden vanuit de Noordzee.
- 1980 - Bij grote overstromingen in juli moet een tijdlang in Hoog België het scheepvaartverkeer op de Maas worden stilgelegd.
- 1987 - In Gerpinnes en Châtelet vallen drie doden bij de overstroming van de Bieme, ten gevolge van hevige onweders.
- 1993 en 1995 - Opnieuw grote overstromingen in de Maasvallei.
- 1998 - Overstroming in de Demervallei
- 2010 - Hevige Novemberregenval
- 2021 - overstromingen in Oost België
- 2023 - Overstroming in november in de Westhoek door hevige regenval

## Duitsland

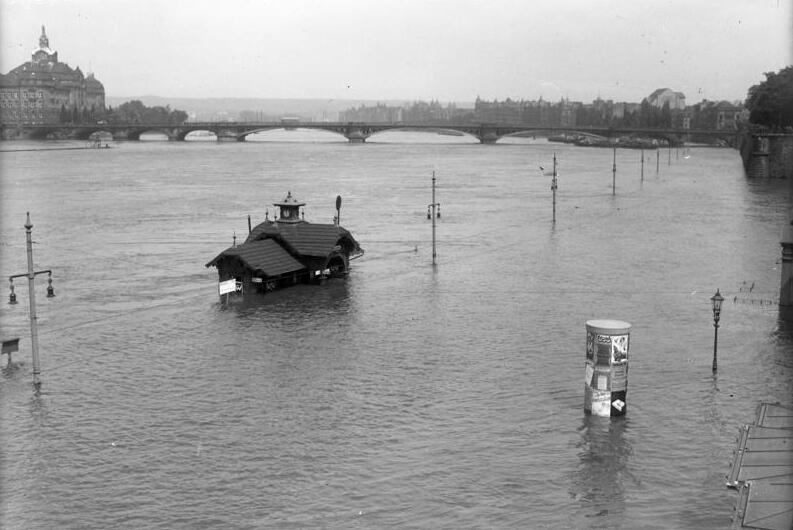
Overstroming in Dresden door hoogwater van de Elbe in januari 1932.

Ook de Duitse Noordzeekust heeft sinds de Middeleeuwen veel last van overstromingen en landverlies gehad. Ook hier zorgen rivieren die buiten hun oevers treden voor wateroverlast. Enkele recente overstromingen:
- 1962 - Stormvloed van 1962 - Overstroming van de Elbe in Hamburg, daarbij vielen honderden slachtoffers. In Delfzijl was er gelijktijdig een middelbare stormvloed.
- 1993 - Overstroming van de Rijn en zijrivieren, met een bijna ongekend waterpeil, die een totaal geschatte schade van 400 tot 500 miljoen euro heeft aangericht
- 1995 - Overstroming van de Moezel en de Rijn
- 1997 - Overstroming van de Oder en zijrivieren
- 2002 - Overstroming van de Elbe en zijrivieren; zie: hoogwater in Centraal-Europa 2002
- 2006 - Overstroming van de Elbe en zijrivieren
- 2013 - Overstroming van de Donau en de Elbe en zijrivieren; zie: overstromingen in Centraal-Europa 2013
- 2021 - Zie Overstromingen in Europa in juli 2021

## Groot-Brittannië
- 1953 - Watersnood van 1953
- 2007 - Wateroverlast Groot-Brittannië 2007

## Hongarije
- 2006 - Overstroming van de Donau en zijrivieren waardoor het openbare leven in de hoofdstad Boedapest vrijwel onmogelijk was.

## Italië

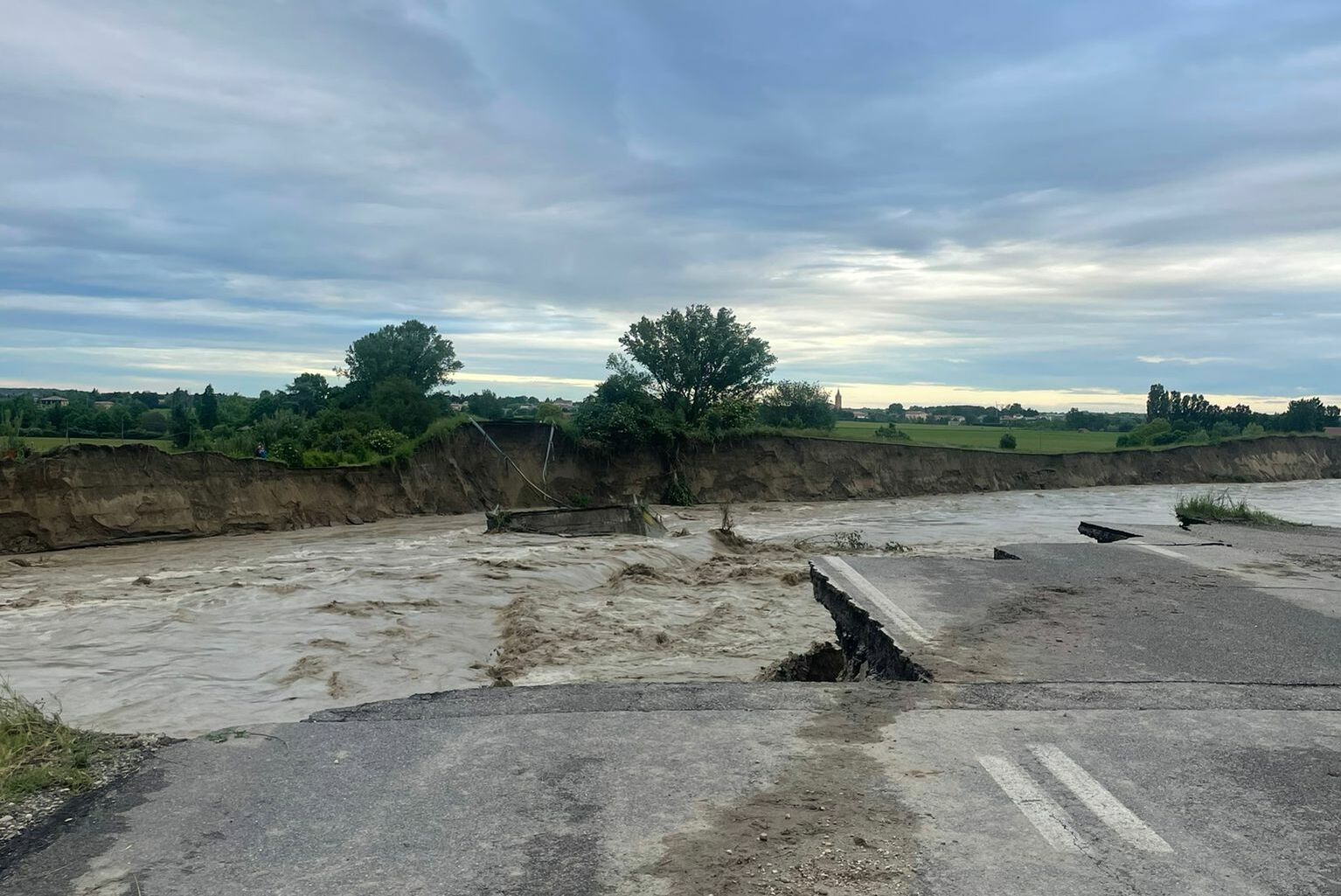
Schade aan de Ponte della Motta over de Idice bij de overstroming van 2023

- 2023 - Door zware overstromingen als gevolg van extreem noodweer in Noord-Italië vielen zeker veertien doden. Afgezien van het feit dat grote gebieden onder water kwamen te staan was het bijkomende grote probleem dat door de grote regenval in korte tijd (meer dan 300mm in 24 uur) er ook landverschuivingen en modderstromen optraden waardoor grote gebieden ontoegankelijk werden voor hulpdiensten. Twintigduizend bewoners moesten worden geëvacueerd. Tienduizenden huizen zaten zonder stroom, telefoon en internet. Met name de regio's Emilia-Romagna en de Marken werden zwaar getroffen.[11][12][13]

## Polen
- 1997 - Overstroming van de Oder en zijrivieren
- 2010 - Overstroming van de Oder en de Wisła en zijrivieren

## Slovenië
- 2023 - Van 3 op 4 augustus viel in het noorden van Slovenië, waaronder de Julische Alpen, in 24 uur tijd de hoeveelheid neerslag die doorgaans in een hele maand valt. De zware regenval veroorzaakte overstromingen en modderstromen op verscheidene plaatsen met grote schade tot gevolg. In Komenda, twintig kilometer ten noorden van de hoofdstad Ljubljana, werd de noodtoestand uitgeroepen. In het dorp Skofja Loka, ten noordwesten van Ljubljana, overstroomden honderden gebouwen en stonden talloze straten onder water. Wegen en treinsporen werden afgesloten. Andere getroffen gebieden waren Lasko, dat aan de rivier Savinja ligt, en de regio Gorenjska. Ongeveer 16.000 huishoudens zaten zonder stroom. Honderden Nederlandse toeristen werden geëvacueerd uit hun campings. Vier mensen kwamen om het leven, onder wie twee Nederlanders. De schade werd geschat op ongeveer een half miljard euro. Het was de ergste natuurramp in de geschiedenis van Slovenië sinds haar onafhankelijkheid in 1991.[14][15][16][17]

## Spanje
- 1957 - Overstroming van Valencia
- 2024 - Overstromingen van oktober 2024 in Spanje

## Buiten Europa

### China
- 1887 - Na hevige regenval en een navenant stijgend waterpeil van de Gele Rivier vond er op 28 september 1887 een grote dijkdoorbraak plaats, die leidde tot een overstroming waarbij waarbij bijna dertienduizend vierkante kilometer land werd overspoeld en schattingen over het dodental uiteenlopen van 900.000 tot twee miljoen slachtoffers. Daarmee wordt deze overstroming beschouwd als een van de ergste overstromingsrampen ooit.
- 1931 - Deze overstroming in Centraal-China was een van de dodelijkste natuurrampen die ooit is gedocumenteerd, alsmede de dodelijkste natuurramp van de 20e eeuw en in de geschiedenis van China. De ramp bestond uit een reeks van overstromingen van de Gele Rivier, de Jangtsekiang (Blauwe Rivier) en de Huai, die plaatsvonden in de periode van juli tot november 1931.
- 1938 - In een poging de snelle opmars van Japanse troepen te stoppen veroorzaakte de Chinese nationalistische regering tijdens de vroege fase van de Tweede Chinees-Japanse Oorlog op 9 juni 1938 een overstroming door de dijken van de Gele Rivier bij Zhengzhou te doorbreken. Deze overstroming is een voorbeeld van de militaire tactiek van de verschroeide aarde. Meer dan 400.000 mensen vonden de dood.
- 2013 - Deze overstromingen in de zuidwestelijke provincies Sichuan en Yunnan, werden veroorzaakt door zware regenval. Minstens 50 mensen kwamen om bij verwoestingen en aardverschuivingen veroorzaakt door de overstromingen

### India
- 2007 - Hevige regenval veroorzaakte in augustus grote overstromingen in Azië. Het aantal doden naderde de 1100 in India. Zeker 120 personen in Bangladesh kwamen om en 84 in Nepal.

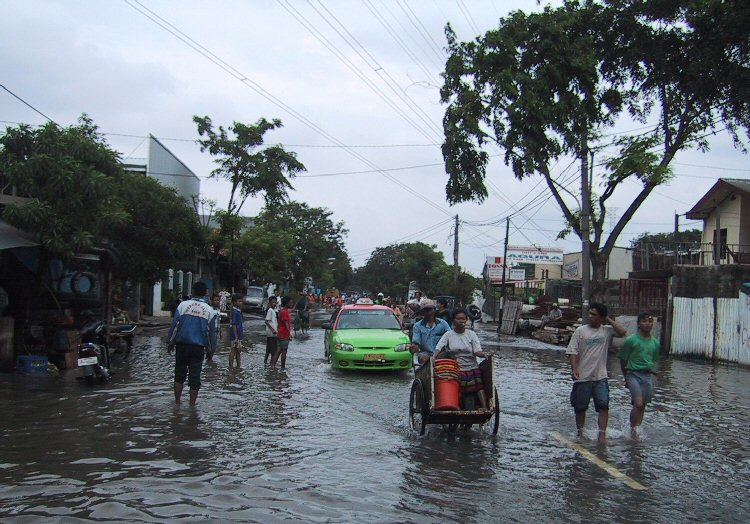
Overstroming Jakarta 2002

### Indonesië
- 1996 - In dit jaar stonden grote delen van de hoofdstad Jakarta onder water.
- 2002 - In februari stonden grote delen van Jakarta onder water.
- 2007 - In februari stonden grote delen van Jakarta onder water, waardoor 200.000 mensen dakloos werden en 47 mensen om het leven kwamen, de meesten doordat ze verdronken of geëlektrocuteerd werden.
- 2009 - Door een breuk in de Indonesische Situ Gintung-dam overstroomden twee dorpen bij Jakarta, er vielen tientallen doden en honderden gebouwen raakten beschadigd.
- 2019 - Op 31 december stonden na meer dan 18 uur regenval grote delen van Jakarta onder water. In de weken erna vielen er meer 60 doden.

### Nigeria
- 2022: in oktober werd Nigeria getroffen door zware overstromingen, de ergste in ruim tien jaar volgens UNICEF.[18]

### Pakistan
- 2010: in juni 2010 wordt Pakistan getroffen door de ergste overstromingen in 80 jaar.
- 2022: van juni tot augustus werd het land getroffen door overstromingen, met minstens 1000 slachtoffers en grote materiële schade.[19]

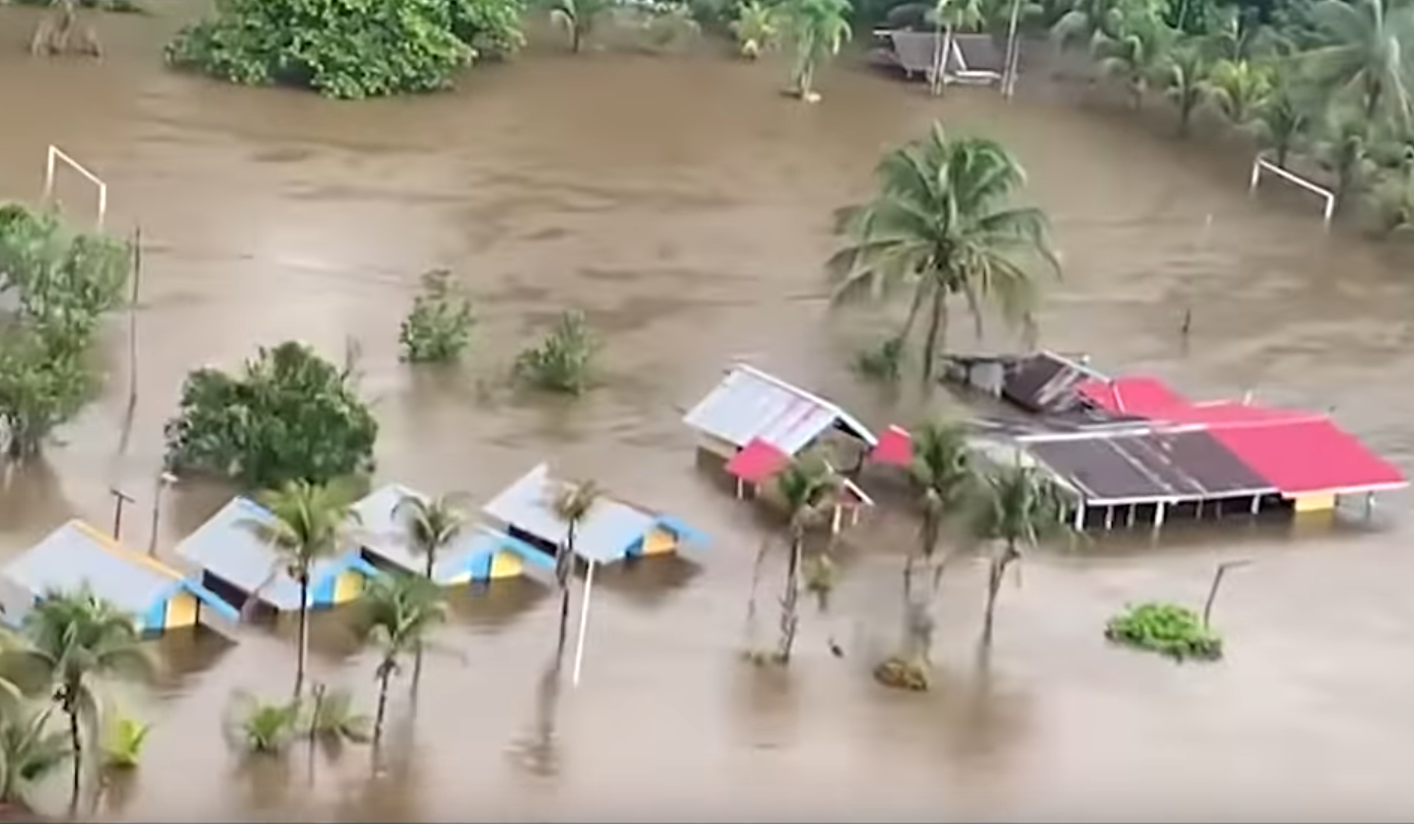
Overstromingen in Suriname, 2022

### Suriname
- 2006 - Begin mei wordt het binnenland van Suriname getroffen door zware overstromingen vanuit de Boven-Suriname, Tapanahony, Lawa en Boven-Marowijne
- 2022 - Op 9 maart beginnen de eerste overstromingen in Suriname vanuit vijf grote rivieren. In Suriname is dit jaar de kleine droge tijd weggevallen als gevolg van het weersfenomeen La Niña. Veel dorpen staat blank; voorzieningen zijn uitgevallen.[20][21]

### Verenigde Staten
- 2001 - Tropische storm Allison richt door haar langdurige storm- en regenoverlast grote overstromingsschade aan in Zuidoost-Texas (met name in Houston).
- 2005 - Door orkaan Katrina breken dijken en overstroomt onder meer New Orleans.
- 2017 - De orkaan Harvey veroorzaakte zeer zware regenval en wateroverlast in Zuidoost-Texas. Tienduizenden inwoners van Houston moesten op zoek naar een veilig onderkomen.

### Noord-Amerika
- 2012 - Door orkaan Sandy zijn er overstromingen in de Caraïben en het oosten van de Verenigde Staten.

### Overstromingen (historisch)
- Deltawerken Online, over watersnood van 1953 en eerdere overstromingen
- Dijkdoorbraken in Beeld, luchtfotografie van watersnood, overzicht dijkdoorbraken.
- Nederlandsche watervloeden, gedigitaliseerd boek door Simon Abbes Gabbema.
- Lijst van verdronken dorpen en steden in Zeeland en West-Brabant
- Overzicht overstromingen in België
- Alle overstromingen wereldwijd vanaf 1985
- Hulpverlening Van Dixhoorn reddingsbrigade Middelburg bij de watersnoodrampen in 1993 en 1995 - 23 webpags

### Overstromingen (monitoring)
- Monitoring rivieren (Google)

### Beleid op het gebied van overstromingen
- Dik Roth, Jeroen Warner, Madelinde Winnubst, 2006, Waterkennis, beleid en politiek rond noodoverloopgebieden. Een noodverband tegen hoogwater
- Expertise Netwerk Waterkeren (ENW)
- Project Safecoast: kennisuitwisseling op het gebied van overstromingen tussen 5 Noordzee kustbeheerders